# Catharsius satyrus
Catharsius satyrus är en skalbaggsart som beskrevs av Hermann Julius Kolbe 1893. Catharsius satyrus ingår i släktet Catharsius och familjen bladhorningar. Inga underarter finns listade.